# Elecciones generales de Curazao de 2017
Las elecciones generales de Curazao 2017 tuvieron lugar el 28 de abril.
- Datos: Q29343696